# Neorupilia
Neorupilia is een geslacht van kevers uit de familie bladkevers (Chrysomelidae).
De wetenschappelijke naam van het geslacht werd in 1888 gepubliceerd door Thomas Blackburn.

## Soorten
- Neorupilia flava Lea, 1925
- Neorupilia fusca (Oke, 1932)
- Neorupilia humeralis (Lea, 1925)
- Neorupilia ornata (Blackburn, 1896)
- Neorupilia stirlingi (Blackburn, 1889)
- Neorupilia viridis (Blackburn, 1888)